# Cella Beborna
Cella Beborna was een klooster te Westvleteren. De eerste vermelding van deze monastieke stichting dateert uit 806, in het cartularium van de abdij van Sithiu (Abdij van Sint-Bertinus te Sint-Omaars).

## Historiek
De Sint-Bertinusabdij kocht in 806 een hofstede met gronden aan. De aanhef van de koopakte vermeldt de abt en de proost van de Cella Beborna:
Aan de eerbiedwaardige Heer en Vader in Christus, Nanterius, abt van het klooster Sithiu en van de cella die Beborna (Bebrona) heet en waar Ebrogerus proost (prepositus) is, ik, Herlarius, verkoper.
Als locatie wordt vermeld "Fletrinio in pago Isseretio", wat duidt op "Vleteren nabij de IJzer". In de 17e eeuw werd het "Bertiniaans kloostertje" gesitueerd op de plaats waar het klooster van de Birgittijnen zich bevond, minder dan een kilometer van de huidige Sint-Sixtusabdij. Toch is er twijfel over de echte locatie, namelijk Vleteren of Beveren-aan-de-IJzer ('Beborna').